# Blanus cinereus
La culebrilla ciega (Blanus cinereus) es una especie de reptil escamado de la familia Amphisbaenidae. Es de los únicos anfisbenos de Europa.

## Descripción
Rostral de talla mediana, los machos pueden alcanzar una longitud de 254 mm, las hembras son menores, con la cola, que ocupa de un 8 a un 11 % de la longitud total. La cabeza tiene forma trapezoidal y está separada del cuerpo por un surco transversal dorsal. Coloración de fondo variable entre el rosa grisáceo y todos los tonos posibles del marrón, con el vientre de tonos más claros. Se han citado ejemplares parcialmente albinos. Posee siete dientes premaxilares, 4-4 maxilares, 7-7 mandibulares. La muda de piel se realiza de una sola vez como los ofidios.
| Dentición |
| --------- |
| 7-4-7     |
| 7-4-7     |

## Distribución
Se distribuye exclusivamente por la península ibérica, se le considera un endemismo ibérico, ya que las poblaciones del norte de África se han descrito como nuevas especies, aunque el conocimiento de su distribución es escaso, debido al carácter críptico y subterráneo de esta especie. Análisis filogeográficos basados en marcadores mitocondriales señala que en la península ibérica hay dos linajes que podrían representar especies diferentes, otros análisis de ADN apoya lo anterior, uno en el sudeste y otro en el centro de la península.
Prácticamente ausente en los pisos bioclimáticos eurosiberianos, es decir el norte y noroeste de la península. En España su límite septentrional está en Tarragona, Zaragoza, sur de Navarra, Burgos y Zamora, en Galicia se le halla en zonas con marcada influencia mediterránea de Orense. En Portugal su límite norteño se encuentra en el valle del Duero.

## Hábitat
Es una especie termófila [cita requerida], está presente en gran número de ecosistemas mediterráneos, siendo en algunas localizaciones relativamente abundante, aunque la densidad no es nunca muy alta. Sus hábitos son enteramente subterráneos, aunque relativamente superficiales, siendo muy raro verla en la superficie. Se halla asociada a zonas cálidas pero de una cierta humedad, donde se localiza generalmente bajo piedras, tanto en terrenos calcáreos como graníticos, con marcada preferencia por los suelos arenosos con abundante hojarasca, en los que es más fácil excavar. Habita en bosques y matorrales de encina (Quercus rotundifolia), enebros (Juniperus oxycedrus), melojos (Quercus pyrenaica) y pinares (Pinus sp.) en el piso mesomediterráneo pero siempre en áreas muy cubiertas. Depredador generalista se alimenta generalmente de larvas de insectos, hormigas, escarabajos, arañas, cochinillas y pseudoescorpiones, llegando excepcionalmente a capturar lagartijas, en cuanto forma de defensa intentan ahorcar al depredador, lo que las hace constrictoras aunque no sean venenosas.
Se localiza desde el nivel del mar hasta los 1600-1700 m s. n. m. en el sistema Central e incluso alcanza los 1800 msnm en Sierra Nevada, aunque parece más abundante por debajo de los 1000 m s. n. m.

## Depredación
Entre sus depredadores se encuentran reptiles como el lagarto ocelado (Timon lepidus), la culebra de cogulla occidental (Macroprotodon brevis), la culebra bastarda (Malpolon monspessulanus) y la víbora hocicuda (Vipera latastei). Entre las aves el busardo ratonero (Buteo buteo), el milano real (Milvus milvus), el alcaudón real (Lanius excubitor). Entre los mamíferos, la gineta (Genetta genetta), el zorro (Vulpes vulpes), el jabalí (Sus scrofa), el lirón careto (Eliomys quercinus).

## Reproducción
Se reproduce en primavera de marzo a junio.